# Sucre (distrito de Celendín)
Sucre é um distrito do Peru, departamento de Cajamarca, localizada na província de Celendín.

## Transporte
O distrito de Sucre é servido pela seguinte rodovia:
- PE-8B, que liga o distrito de Cajamarca à cidade de Chachapoyas (Região de Amazonas) [1][2][3]